# Én, József Attila
Az Én, József Attila a Madách Színház először 2012-ben bemutatott musicalje. Vizy Márton és Tóth Dávid Ágoston műve az első alkalommal kiírt Madách Musical Pályázat legjobb hét versenyműve között végzett. Az alkotók az egyik legnagyobb magyar költő, József Attila életének sorsdöntő eseményeit állították színpadra. Az első felvonás a költő és nagy szerelme, Vágó Márta története, a második felvonás bemutatja Attila utolsó – betegséggel folytatott küzdelmes – évét, és a közben Kozmutza Flórával kialakult kapcsolatát.

## Az Én, József Attila musical születése
Vizy Márton és Tóth Dávid Ágoston alkotása a Madách Színház 2009-ben kiírt musicalpályázatán tűnt fel, és bár az első három helyezett közé nem került be, a színház látott benne fantáziát és felkarolta a produkciót, amelyet 2012. február 10-11-én mutattak be, nagy sikerrel.

## Az Én, József Attila (Attila szerelmei) musical
Akadnak olyan különös pillanatok az emberiség történetében, amikor zseni születik. 1905. április 11. ilyen pillanat volt, ezen a napon született József Attila a költő, a géniusz. Méltatlanul rövid élete korántsem jelenti, hogy életműve befejezetlen maradt volna. Harminckét évét olyan teljességgel élte, mintha tudta volna, hogy neki csupán ennyi adatott.
Nekünk, szerencséseknek ezúttal sokkal több jut Attilából, mert a musical az egyik legnagyobb magyar költő életének sorsdöntő fordulatait eleveníti fel és varázsolja színpadra. Felidézi Attila életének első és utolsó szerelmét – Vágó Mártával és Kozmutza Flórával. Megelevenedik a 20-as és 30-as évek budapesti irodalmi élete, a barátság Illyés Gyulával és tanúi lehetünk a nagyszerű József Attila versek születésének.

## Szereposztás 2012- 2022 között
- József Attila – Posta Victor, Nagy Sándor, Szemenyei János
- Vágó Márta – Muri Enikő, Balla Eszter, Wégner Judit
- Kozmutza Flóra – Gallusz Nikolett, Polyák Lilla, Krassy Renáta
- Illyés Gyula – Barát Attila, Nagy Balázs
- Vágó József – Pusztaszeri Kornél, Baráth Attila
- Vágó Józsefné – Dobos Judit
- Dr. Bak Róbert – Laklóth Aladár, Lőrincz Sándor
- Komor Bandi, Pincér – Sándor Dávid
- Madzsar József, Állomásfőnök – Barabás Kiss Zoltán, Csórics Balázs
- Málházó, Sándor Kálmán, Tisztviselő, Proletár – Imre Sebastian, Kiss Ernő Zsolt
- Ignotus Pál – Bereczky G. Zoltán, Barlay Zoltán
- Vasutas, Proletár – Németh Gábor
- Járókelő, Proletár – Kiss Ernő Zsolt
- Gyermek – Csorba Márk, Gerő Botond, Halász Dávid
- Nővér – Wégner Judit, Pető Zsófia

## Szereposztás (2023/2024)
- József Attila – Szemenyei János, Jenővári Miklós
- Vágó Márta – Muri Enikő, Wégner Judit
- Kozmutza Flóra – Gallusz Nikolett, Krassy Renáta
- Illyés Gyula – Baráth Attila, Nagy Balázs
- Vágó József – Pusztaszeri Kornél, Baráth Attila
- Vágó Józsefné – Dobos Judit
- Dr. Bak Róbert – Lőrincz Sándor
- Komor Bandi, Pincér – Sándor Dávid
- Madzsar József, Állomásfőnök – Csórics Balázs, Baksa András
- Málházó, Sándor Kálmán, Tisztviselő, Proletár – Kiss Ernő Zsolt
- Ignotus Pál – Németh Ádám, Kovács Richárd
- Vasutas, Proletár – Németh Gábor
- Járókelő, Proletár – Kiss Ernő Zsolt
- Gyermek – Gyetvai Martin, Holló-Zsadányi Norman
- Nővér – Zsitva Réka
- Dániel Anna, titkárnő – Magyar Krisztina

## Alkotók
- Zene: Vizy Márton
- Szöveg: Tóth Dávid Ágoston
- Karmester: Kocsák Tibor, Erős Csaba
- Rendező: Szirtes Tamás
- Társrendező: Szente Vajk
- Díszlettervező: Szlávik István
- Jelmeztervező: Rományi Nóra
- Koreográfus: Tihanyi Ákos
- Koreográfus asszisztens: Lippai Krisztina
- Animáció: Vízvárdi András
- Zenei vezető: Kocsák Tibor
- Hangszerelés: Szakos Krisztián
- Dramaturg: Springer Márta
- Szcenikus: Szűcsborus János
- Korrepetitor: Axmann Péter, Erős Csaba
- A rendező munkatársa: Fellegi Réka, Kutschera Éva

## Cselekmény
|  | Alább a cselekmény részletei következnek! |

Az első felvonás a vasútállomáson kezdődik, ahol József Attila a síneken sétál, majd áthalad rajta egy tehervonat. Ezek után Vágó Márta visszaemlékezéséből tudhatunk meg többet a költő életéről az első felvonásban. Beszélni kezd Attiláról, majd elmeséli hogyan találkoztak először. Attila egy találkozóra készült kortárs alkotókkal. Részt vett ezen a találkozón Illyés Gyula is.
Itt Attila elszavalja a Tedd a kezedet, és Mártával egyre közelebb kerülnek egymáshoz, csókolóznak is, amit Illyés észrevesz, aki egy beszélgetés után lemond Mártáról Attila javára.
Amikor hazafelé sétál, Attilát kommunista proletárok besúgónak nézik, de tisztázza magát és csatlakozik hozzájuk.
Attila később újra találkozik szerelmével egy séta során, ahol bevallja, hogy szereti, és elszavalja neki a Gyász és patyolat című versét, amely annyira meghatja a nőt, hogy bemutatja a költőt a családjának. 
Ezt követően Attila sikertelenül próbál szeretkezni Mártával, de Márta nem szeretné, ezért ezen összevesznek. Másnap a két költő, Illyés és Attila, rímpárbajban vesz részt, és Márta a bíró. Ezt Attila nyeri, de innen a proletárok, akikkel találkozott, elhívják tüntetni.
Ez, és a munkanélkülisége feldühíti Márta apját, aki végül levelezőnek ajánlja őt, viszont ezzel együtt a lányát is elküldi Londonba továbbtanulni, mert látni szeretné, hogy kibír-e a szerelmes pár egy évet találkozás nélkül.
Másnap Attila munkát keres, és végül megkapja a munkahelyet ahová beajánlották, viszont nem sokkal ezután megtudja, hogy Márta elutazik az országból.
A reptéren könyörög szerelmének, hogy ne hagyja itt, mert kényszerképzetei vannak, és attól fél, megöli magát. Márta megpróbálja elmagyarázni neki, hogy nem fordulhat vissza, ezért öngyilkosság helyett, inkább írja meg, mit érez.
Levelezésük során a kapcsolatuk elhidegül. Attila újabb tüntetésben vesz részt, amely során többen meghalnak. Márta végül úgy dönt, nem kívánja folytatni kapcsolatukat, szakított. Ez volt a lökés, amely miatt a költőnek idegösszeomlása lett.
A második felvonást már Kozmutza Flóra beszéli el.
Attila a pszichiátrián fekszik, ahol pszichiátere, dr. Bak Róbert fogadja. Tudatja vele, hogy barátai vitték be, miután botrányt rendezett a Thomas Mann emlékére rendezett eseményen. Attila elutasítja azt, hogy a további kezelések szükségszerűek lennének.
Amikor kiengedik, Sándor Kálmán szerkesztő elviszi egy verses találkozóra, hogy szavalhasson, és Flóra megcsinálja vele a Rorschach-tesztet. A teszt során Attila folyamatosan udvarol Flórának, elszavalja neki a Megméressél! verséből az első versszakot.
A költő születésnapján Flórával kávéházba megy, itt felolvassa a neki a születésnapjára írt híres versét, majd megkéri Flórát, de a nő bizonytalan választ ad, mivel nem szeretné elutasítani.
Flóra időközben megbetegszik, amely miatt a kapcsolat valamelyest megfakul. Itt találkozik Illyéssel, aki leáll vele beszélgetni az állapotáról, és gyógyulást kíván neki.
Eközben Flóra nélkül Attila állapota is súlyosbodik. Egyre rosszabb rögeszméi támadnak. Itt Flóra bejelenti, hogy össze szeretne házasodni vele. 
Amint a pszichiáter látja, mennyire függ Attila szerelmétől, azt kéri hogy ne találkozzanak, mert ezzel csak felzaklatja őt, de Flóra ellenkezik.
Attila egyre féltékenyebb Illyésre, azt szeretné, hogy jegyese ne beszéljen vele. A veszekedés során hirtelen erőszakos, fenyegető kijelentéseket tesz, fojtogatja Flórát, és ettől a nő megijed. 
Illyés beszélni szeretne Flórával, szerelmet vall. Flóra visszautasítja, mert Illyés nős, és mert ő maga is jegyes. Együtt próbáltak meg beszélni Attilával, de nem hallgatja meg őket. Állapota még súlyosabbá válik, érzelmei már-már felemésztik őt. Hatvany Bertalan nem sokkal ezután hagyta abba a kezelések fizetését, ezért Attilát Balatonszárszóra küldték. Ő ellenkezett, nem akarta elhagyni egyetlen vigaszát. 
Visszaemlékezik gyermekkorára, édesanyjára, majd a vonat elé ugrik. A két nő beszél arról a fájdalomról, amit éreznek az elvesztése miatt, és remélik, hogy halála után is őrzi őket, emlékszik rájuk.
|  | Itt a vége a cselekmény részletezésének! |

## A musicalhez kapcsolódó további tudnivalók
- 2012. október: Megjelent az Én, József Attila cd (József Attila – Posta Victor; Vágó Márta – Muri Enikő; Kozmutza Flóra – Polyák Lilla; Illyés Gyula – Nagy Balázs), melyen 20 dal hallható. 3 bónusz dal is rákerült a kiadványra, Balla Eszter, Krassy Renáta, Nagy Sándor előadásában.
- 2012. december: Az Én, József Attila c. musical a Tv-ben is bemutatásra került.
- 2014. 04. 11.: A költészet napján volt a darab 50. előadása.
- 2022. 01. 11.: Posta Victor búcsú előadása.
- 2022. 01. 12.: A Magyar Musical Napján volt a darab 100. előadása.